# Noidant-le-Rocheux
Noidant-le-Rocheux là một xã thuộc tỉnh Haute-Marne trong vùng Grand Est đông bắc nước Pháp.